# Дикуші
Дикуші́ (рос. Дикуши) — присілок в Сарапульському районі Удмуртії, Росія.
Урбаноніми:
- вулиці — Селищна, Центральна

## Населення
Населення становить 95 осіб (2010, 108 у 2002).
Національний склад (2002):
- росіяни — 81 %